# Yaguarón
Yaguarón est une ville du département de Paraguarí au Paraguay.
Yaguarón est également le lieu de naissance de José Gaspar Rodríguez de Francia, dictateur du Paraguay entre 1814 et 1840, dont le fort autoritarisme lui a valu le nom de El Supremo. Sa maison est aujourd'hui un musée, située à seulement 100 mètres de l'église.